# George St John (3e vicomte Bolingbroke)
George Richard St John, 3e vicomte Bolingbroke et 4e vicomte St John (5 mars 1761 - 11 décembre 1824), est un pair et homme politique britannique. Il devient célèbre de son vivant pour s'être engagé dans une relation extra-conjugale avec sa propre demi-sœur, Mary Beauclerk (la fille de sa mère par son deuxième mariage), qui produit quatre fils. Les deux amoureux ont dû quitter l'Angleterre et vivre un moment sur le continent.

## Biographie
Il est le fils aîné du fameux mariage malheureux entre Frederick St John (2e vicomte Bolingbroke) et Lady Diana Beauclerk, fille de Charles Spencer (3e duc de Marlborough). Il fait ses études au Collège d'Eton dans le Berkshire et à Christ Church, Oxford, où il s'inscrit en 1777. Il succède à son père comme vicomte en 1787. 
Il entre à la Chambre des communes britannique pour Cricklade en 1782, à l'âge de 21 ans, représentant la circonscription en tant que député jusqu'en 1784.

## Famille
Le 26 février 1783, il épouse d'abord Charlotte Collins, fille de son ancien tuteur Thomas Collins et a deux fils et une fille. Après la naissance de ces trois enfants, George entame une relation sexuelle avec sa demi-sœur cadette Mary Beauclerk. Mary est une jumelle du deuxième mariage de leur mère avec Topham Beauclerk, mais née en 1766 avant leur mariage en 1768. L'enfant de George et Mary est amené à Paris mais est décédé à la maison comme un enfant de George et Charlotte. Charlotte est désireuse de sauver son mariage et espère par cette ruse préserver le nom de famille de l'infamie et son mariage de la ruine totale. Cependant, Mary tombe enceinte pour la deuxième fois par George en 1788, et accouche de leur deuxième enfant, toujours en France. 
En 1789, George abandonne sa femme et ses enfants légitimes. Lui et Mary ainsi que leurs deux petits enfants quittent la Grande-Bretagne pour vivre ensemble sur le continent. Ils voyagent sous le nom de «Barton» et donnent des instructions à leurs familles pour ne pas essayer de les trouver. L'histoire atteint rapidement leur cercle de famille et d'amis influents, et est rapportée dans The Times (7 juillet 1789). Marie lui donne deux autres fils, qui ont tous vécu jusqu'à l'âge adulte. En mai 1794, George abandonne Mary et les quatre garçons pour une noble belge, Isabella Charlotte Antoinette Sophia Hompesch, baronne von Hompesch. Il la persuade de l'épouser de façon bigame, puis de vivre avec lui dans l'obscurité d'abord sur le continent, puis en Grande-Bretagne et enfin aux États-Unis. Leurs enfants aînés sont tous illégitimes. 
Plus tard, Mary (1797) épouse un comte bavarois anglo-allemand Franz Jenison von Walworth, par qui elle a des descendants légitimes. Au moins un de ses fils avec St John, Robert St John, appelé Bob St John, est très apprécié de Charles James Fox et de sa maîtresse, plus tard épouse Elizabeth Armistead. 
Charlotte est décédée en 1803 et St John épouse légalement Isabella Hompesch le 1er août 1804. Par sa deuxième épouse, il a une descendance légitime, deux filles et deux fils. St John est décédé, à l'âge de 63 ans, à Pise en Italie lors d'un voyage pour retrouver la santé de sa fille. Son fils aîné survivant Henry St John, 4e vicomte Bolingbroke lui succède, car le fils aîné George est décédé en 1804 juste avant sa mère.